# AOI: Bionix
AOI: Bionix è il sesto album in studio del gruppo hip hop statunitense De La Soul, pubblicato nel 2001.

## Tracce
1. Intro – 0:29
2. Bionix – 2:43
3. Baby Phat – 3:50
4. Simply – 4:05
5. Simply Havin' – 0:48
6. Held Down (feat. Cee-Lo Green) – 4:54
7. Reverend Do Good #1 – 1:05
8. Watch Out – 3:37
9. Special (feat. Yummy Bingham) – 3:36
10. Reverend Do Good #2 – 1:14
11. The Sauce (feat. Philly Black) – 2:25
12. Am I Worth You? (feat. Glenn Lewis) – 4:01
13. Pawn Star (feat. Shell Council) – 4:06
14. What We Do (For Love) (feat. Slick Rick) – 5:04
15. Reverend Do Good #3 – 2:20
16. Peer Pressure (feat. B-Real & J Dilla) – 5:09
17. It's American – 1:09
18. Trying People – 4:31